# Michail Fomin
Michail (Misha) Fomin (Russisch: Михаил Фомин) (Naltsjik, 29 december 1969) is een Russisch concertpianist.

## Loopbaan
Hij begon zijn pianostudie in zijn geboortestad Naltsjik in Zuid-Rusland. In Moskou studeerde hij cum laude af aan de befaamde Gnessin Staatsacademie voor Muziek bij Lina Boelatova, die zelf leerling was van Helena Gnessina en de legendarische Heinrich Neuhaus. Hij was twee jaar haar assistent. In 1996 zette Fomin zijn studie voort aan de Hochschule für Musik 'Franz Liszt' in Weimar. In 1998 volgde een postgraduate bij Jan Wijn aan de Amsterdamse Hogeschool voor de Kunsten (Sweelinck Conservatorium). Masterclasses volgde hij bij Karl-Heinz Kämmerling, Lazar Berman, Andrea Bonatta, Bernard Ringeissen, A. Alexandrov en Edith Grosz.
Hij is de artistiek leider van de Stichting Beethoven 2027, gericht op het onder de aandacht brengen van klassieke muziek bij een breed publiek.